# John Davenant

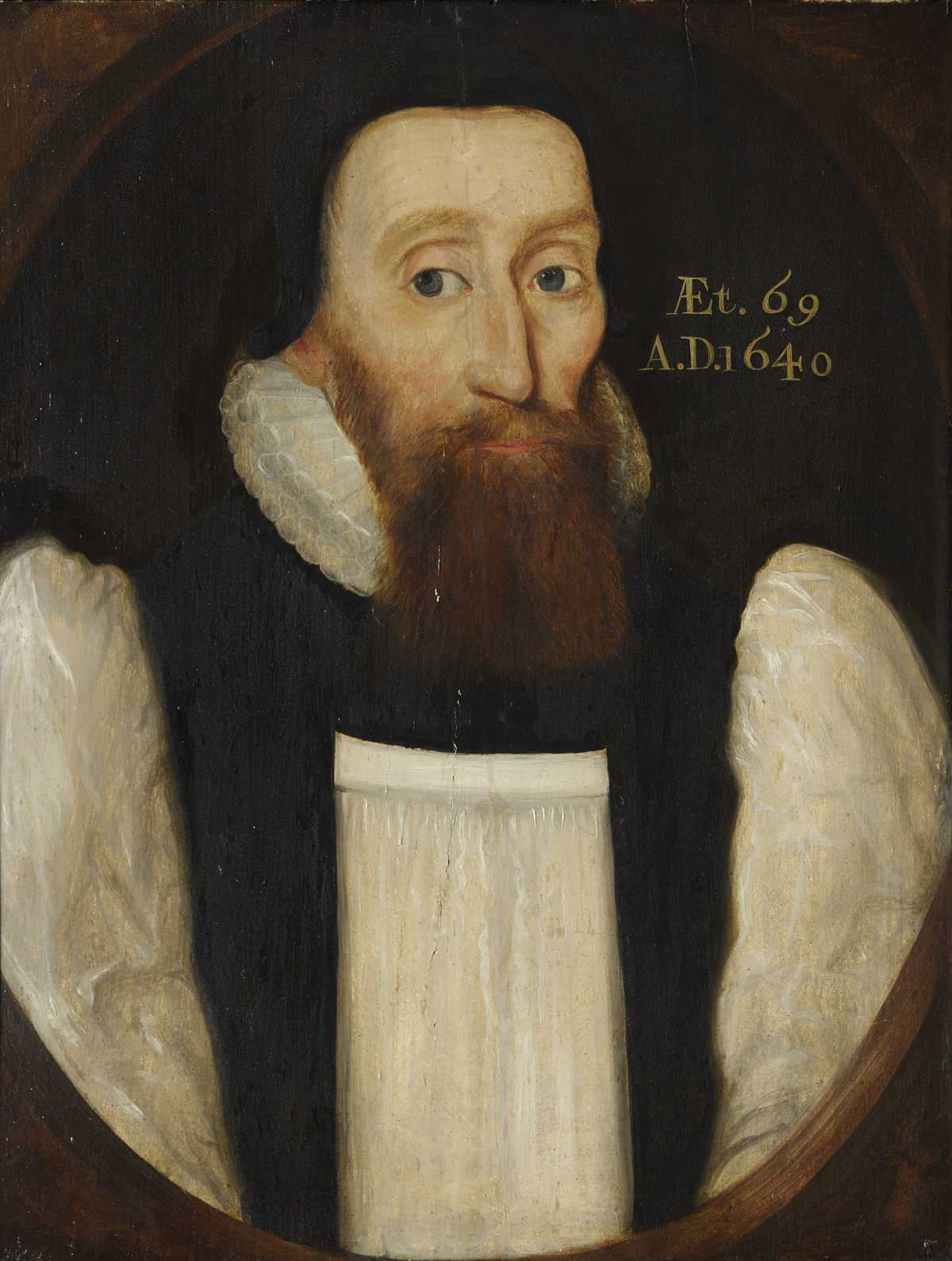
John Davenant (Queens’ College, Cambridge)

John Davenant (* 1572 in London; † 20. April 1641 in Salisbury) war ein Bischof der Church of England.

## Biografie
Der gleichnamige Sohn des reichen Londoner Textilkaufmanns John Davenant wurde am 25. Mai 1572 in der Kirche All Hallows (London) getauft; das Geburtsdatum ist nicht bekannt. 1587 immatrikulierte er sich im Queens’ College, Cambridge, wo er die Grade des Bachelor (1591) und Master (1594) erwarb. Nach seiner Promotion ebendort erhielt er 1509 einen Lehrstuhl für Theologie an diesem College (Lady Margaret professor of divinity), den er bis 1621 innehatte. Seit 1614 war er Präsident des College. Seine wachsende Reputation als calvinistischer Theologe und daraus entstehende Verpflichtungen am Hof bestimmten die weitere kirchliche Laufbahn. 1618 zum Hofkaplan ernannt, wurde er ebenso wie der mit ihm befreundete Samuel Ward als Mitglied der britischen Delegation auf der Synode von Dordrecht ausgewählt. Dort angekommen, erarbeiteten Davenant und Ward gemeinsam mit der Delegation aus Bremen die gemäßigte Position des „hypothetischen Universalismus“ (Christus ist für alle Menschen gestorben, aber nur den Erwählten kommt dies zugute). Sie überzeugten die anderen Delegierten der Church of England, sich dieser Position anzuschließen, die teilweise in den Lehrregeln von Dordrecht rezipiert wurde. Damit hatten Davenant und Ward die Erwartungen ihres Königs Jakob I. erfüllt.
Als sein Schwager Robert Townson, Bischof von Salisbury, verstarb, wurde John Davenant am 11. Juni 1621 als dessen Nachfolger gewählt. Er gab seine Ämter in Cambridge auf; am 18. November 1621 folgte die Bischofsweihe. Seine Haltung zu liturgischen Reformen ist uneindeutig. In der Frage, wo der Abendmahlstisch stehen solle, erklärte er dies öffentlich zu einem Adiaphoron, schrieb aber 1639 in einem Privatbrief an Ward, er bevorzuge die althergebrachten Riten und halte die Reformen für keine Verbesserung. Als Bischof von Salisbury erkannte er das Book of Sports an, unternahm aber nichts, um dessen Inhalte durchzusetzen.
Kirchenpolitisch waren Davenant und Ward bestrebt, eine einheitliche theologische Haltung der Reformierten gegenüber dem Arminianismus zu fördern, um das Vordringen dieser in Dordrecht verurteilten Lehre aufzuhalten.
John Davenant blieb zeitlebens unverheiratet.